# George Almosnino
George Almosnino (n. 17 iulie 1936, București –  d. 24 noiembrie 1994, București) a fost un poet român, membru al Uniunii Scriitorilor din România. A fost fiul Lucreției și al lui Leon Almosnino; a fost soțul poetei Nora Iuga și tatăl balerinului Tiberiu Almosnino.
Din cauza că tatăl său, Leon Almosnino (evreu sefard cu strămoși din Peninsula Iberică), fusese arestat (pe nedrept, vreun an și șase luni, după care a fost eliberat cu scuzele de rigoare), George Almosnino a fost dat afară din facultate în ultimul an, înainte de examenul de stat, nu și-a mai găsit serviciu nicăieri și a fost nevoit să lucreze pe un șantier de construcții, ca fierar-betonist și apoi ca vopsitor.
A publicat rar în presa literară, dar cu sprijinul lui Florin Mugur, i-au apărute câteva volume de versuri la editura Cartea Românească.

## Operă
Antume
- Laguna (1971)
- Nisipuri mișcătoare (1979)
- Omul de la fereastră (1982)
- Poeme din fotoliul verde (1984)

Postume
- Marea liniște (1995)
- Fotoliul verde. Antologie de poezie 1971-1995, Editura Paralela 45, Pitești, 2013